# 約翰·托爾巴納森
約翰·比約恩·托爾巴納森（英語：John Bjorn Thorbjarnarson，1957年3月23日—2010年2月14日）是一名冰島鱷魚保護專家，因幫助拯救許多瀕臨滅絕的物種而知名。托爾巴納森曾就讀於康乃爾大學，1991年獲得佛羅里達大學博士學位。托爾巴納森曾在佛羅里達州蓋恩斯維爾的野生動物保護協會擔任保育官員長達19年。他努力保護古巴（他在那裡進行了十多年的研究）和巴西的鱷魚族群，並教育人們了解鱷魚，減少他們對鱷魚的恐懼。1988年，托爾巴納森發現有23種瀕臨滅絕的爬行動物正在減少，於是他周遊世界走訪沼澤，為瀕臨滅絕的爬行動物提供幫助。他前往亞洲、非洲和拉丁美洲保護瀕危物種，總共訪問了30多個國家。托爾巴納森寫了一本名為《揚子鱷：生態、行為、保育與文化》（The Chinese Alligator: Ecology, Behavior, Conservation, and Culture）的書，講述揚子鱷對中國文化和歷史的重要性，包括揚子鱷與中國龍傳說的關係，以及該物種的生物學和行為學。2010年2月14日，托爾巴納森死於惡性瘧原蟲瘧疾。托爾巴納森的家人為野生動物保護協會成立了一個基金會。